# Akodon boliviensis
Akodon boliviensis је врста глодара из породице хрчкова (лат. Cricetidae). 

## Распрострањење
Ареал врсте је ограничен на мањи број држава. Врста је присутна у Боливији, Аргентини и Перуу. Присуство у Чилеу је непотврђено.

## Станиште
Станишта врсте су жбунаста вегетација и травна вегетација. 

## Угроженост
Ова врста је наведена као последња брига, јер има широко распрострањење и честа је врста.